# پدرو کانترریس
پدرو کانترریس (انگلیسی: Pedro Contreras؛ زادهٔ ۷ ژانویهٔ ۱۹۷۲) یک بازیکن فوتبال اهل اسپانیا است.
وی در تیم ملی فوتبال اسپانیا بازی کرده‌است.